# لعمارنة (أولاد الشيخ)
لعمارنة هو دُوَّار يقع بجماعة أولاد عمران، إقليم سيدي بنور، جهة الدار البيضاء سطات في المملكة المغربية. ينتمي الدوّار لمشيخة أولاد الشيخ التي تضم 10 دواوير. يقدر عدد سكانه بـ 298 نسمة حسب الإحصاء الرسمي للسكان والسكنى لسنة 2004.

## روابط خارجية
- البوابة الوطنية للجماعات الترابية نسخة محفوظة 12 مارس 2018 على موقع واي باك مشين.
- المندوبية السامية للتخطيط